# Miramont-d'Astarac
Pour les articles homonymes, voir Miramont.
Miramont-d'Astarac (Miramont d'Astarac en gascon) est une commune française située dans le sud du département du Gers en région Occitanie. Sur le plan historique et culturel, la commune est dans le pays d'Astarac, un territoire du sud gersois très vallonné, au sol argileux, qui longe le plateau de Lannemezan.
Exposée à un climat océanique altéré, elle est drainée par la Baïse et par divers autres petits cours d'eau.
Miramont-d'Astarac est une commune rurale qui compte 351 habitants en 2022.  Elle fait partie de l'aire d'attraction d'Auch. Ses habitants sont appelés les Miramontais ou  Miramontaises.

## Géographie

### Localisation
Miramont-d'Astarac est une commune de Gascogne située en Astarac, dans l'aire d'attraction d'Auch, sur la Petite Baïse.

### Communes limitrophes
Les communes limitrophes sont  Idrac-Respaillès, Labéjan, Lamazère, Mirande, Mouchès et Saint-Jean-le-Comtal.
| Mouchès | Lamazère           | Saint-Jean-le-Comtal |
| Mirande | Miramont-d'Astarac | Labéjan              |
|         | Idrac-Respaillès   |                      |

### Géologie et relief
Miramont-d'Astarac se situe en zone de sismicité 2 (sismicité faible).

### Hydrographie

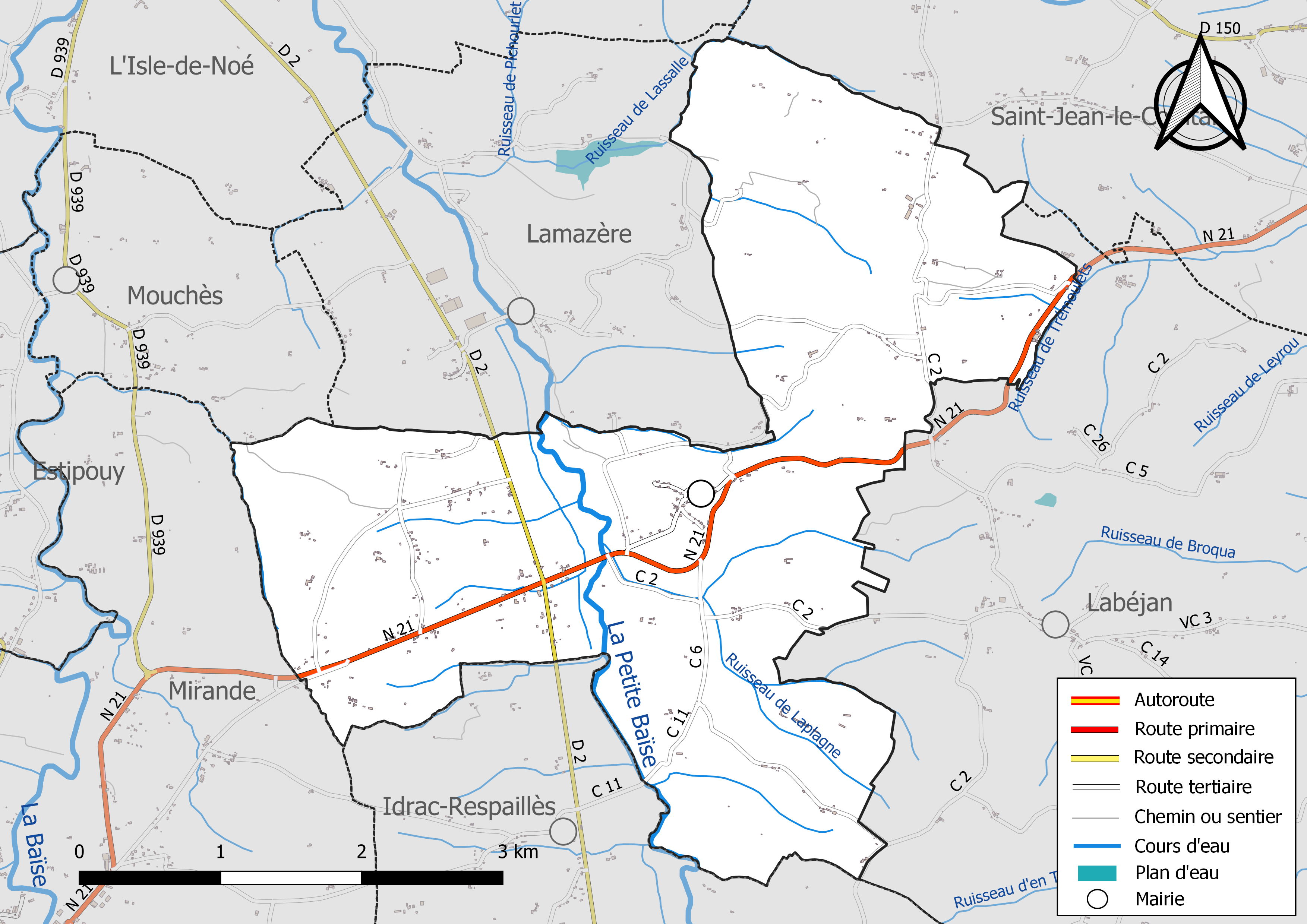
Réseaux hydrographique et routier de Miramont-d'Astarac.

La commune est dans le bassin de la Garonne, au sein du bassin hydrographique Adour-Garonne. Elle est drainée par la Baïse, le ruisseau de Laplagne, le ruisseau de Lassalle et par divers petits cours d'eau, qui constituent un réseau hydrographique de 21 km de longueur totale,.
La Baïse, d'une longueur totale de 187,6 km, prend sa source dans la commune de Capvern et s'écoule vers le nord. Elle traverse la commune et se jette dans la Garonne à Saint-Léger, après avoir traversé 52 communes.

### Climat
Pour des articles plus généraux, voir Climat de l'Occitanie et Climat du Gers.
En 2010, le climat de la commune est de type climat du Bassin du Sud-Ouest, selon une étude s'appuyant sur une série de données couvrant la période 1971-2000. En 2020, Météo-France publie une typologie des climats de la France métropolitaine dans laquelle la commune est exposée à un climat océanique altéré et est dans la région climatique Aquitaine, Gascogne, caractérisée par une pluviométrie abondante au printemps, modérée en automne, un faible ensoleillement au printemps, un été chaud (19,5 °C), des vents faibles, des brouillards fréquents en automne et en hiver et des orages fréquents en été (15 à 20 jours).
Pour la période 1971-2000, la température annuelle moyenne est de 13,4 °C, avec une amplitude thermique annuelle de 15 °C. Le cumul annuel moyen de précipitations est de 809 mm, avec 10,1 jours de précipitations en janvier et 6,3 jours en juillet. Pour la période 1991-2020, la température moyenne annuelle observée sur la station météorologique la plus proche, située sur la commune de Mirande à 6 km à vol d'oiseau, est de 13,6 °C et le cumul annuel moyen de précipitations est de 818,5 mm,. Pour l'avenir, les paramètres climatiques de la commune estimés pour 2050 selon différents scénarios d'émission de gaz à effet de serre sont consultables sur un site dédié publié par Météo-France en novembre 2022.

### Milieux naturels et biodiversité
Aucun espace naturel présentant un intérêt patrimonial n'est recensé sur la commune dans l'inventaire national du patrimoine naturel,,.

## Urbanisme

### Typologie
Au 1er janvier 2024, Miramont-d'Astarac est catégorisée commune rurale à habitat très dispersé, selon la nouvelle grille communale de densité à sept niveaux définie par l'Insee en 2022.
Elle est située hors unité urbaine. Par ailleurs la commune fait partie de l'aire d'attraction d'Auch, dont elle est une commune de la couronne,. Cette aire, qui regroupe 112 communes, est catégorisée dans les aires de 50 000 à moins de 200 000 habitants,.

### Occupation des sols
L'occupation des sols de la commune, telle qu'elle ressort de la base de données européenne d’occupation biophysique des sols Corine Land Cover (CLC), est marquée par l'importance des territoires agricoles (92 % en 2018), une proportion identique à celle de 1990 (92 %). La répartition détaillée en 2018 est la suivante : 
zones agricoles hétérogènes (62,7 %), prairies (14,7 %), terres arables (14,5 %), forêts (8 %). L'évolution de l’occupation des sols de la commune et de ses infrastructures peut être observée sur les différentes représentations cartographiques du territoire : la carte de Cassini (XVIIIe siècle), la carte d'état-major (1820-1866) et les cartes ou photos aériennes de l'IGN pour la période actuelle (1950 à aujourd'hui).

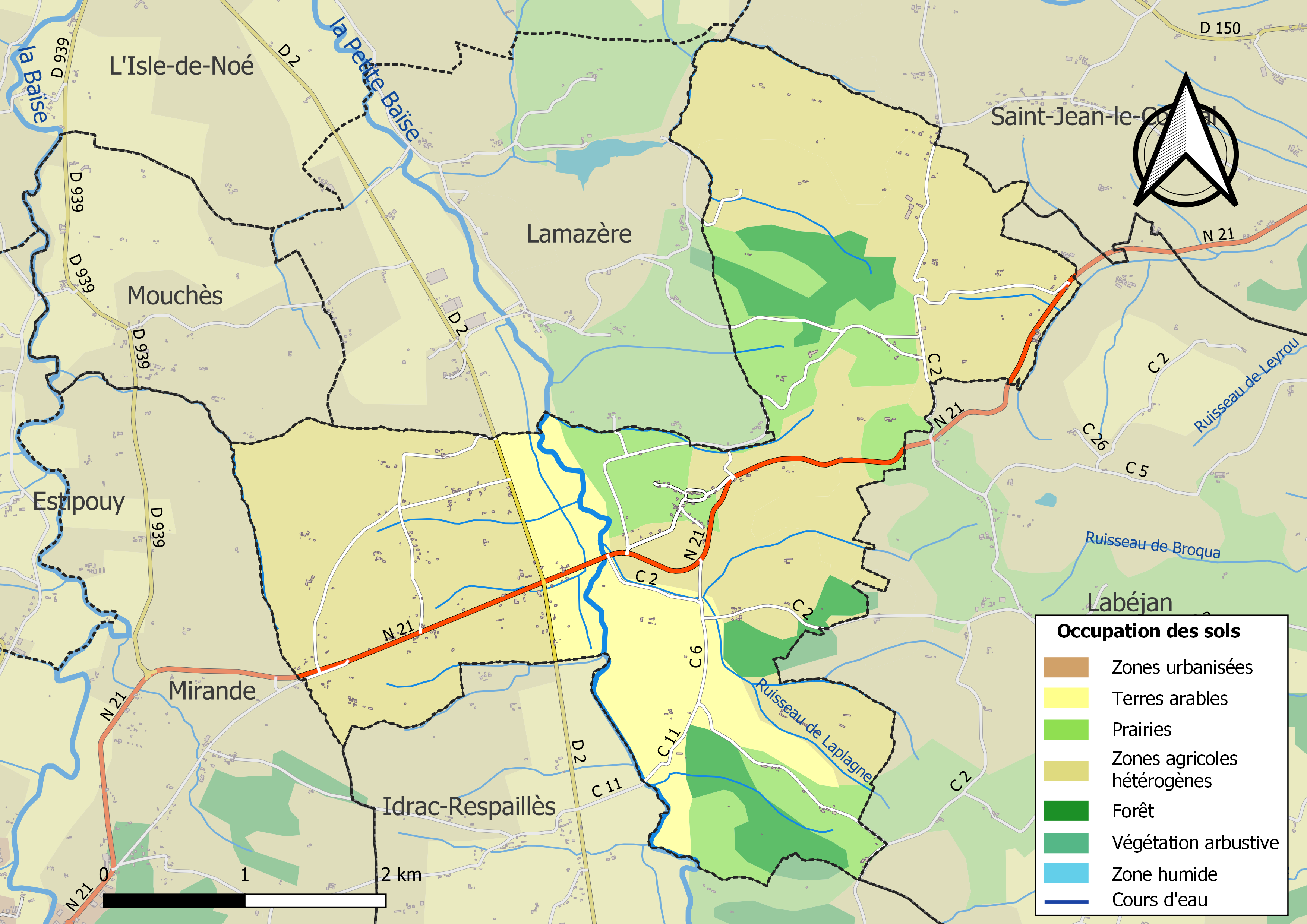
Carte des infrastructures et de l'occupation des sols de la commune en 2018 (CLC).

### Voies de communication et transports
La commune est traversée du nord-est vers le sud-ouest par la route nationale N21, qui relie Auch à Mirande, et du sud vers le nord par la route départementale D2, en provenance d'Idrac-Respaillès et se dirigeant vers L'Isle-de-Noé.

### Risques majeurs
Le territoire de la commune de Miramont-d'Astarac est vulnérable à différents aléas naturels : météorologiques (tempête, orage, neige, grand froid, canicule ou sécheresse) et séisme (sismicité faible). Un site publié par le BRGM permet d'évaluer simplement et rapidement les risques d'un bien localisé soit par son adresse soit par le numéro de sa parcelle.

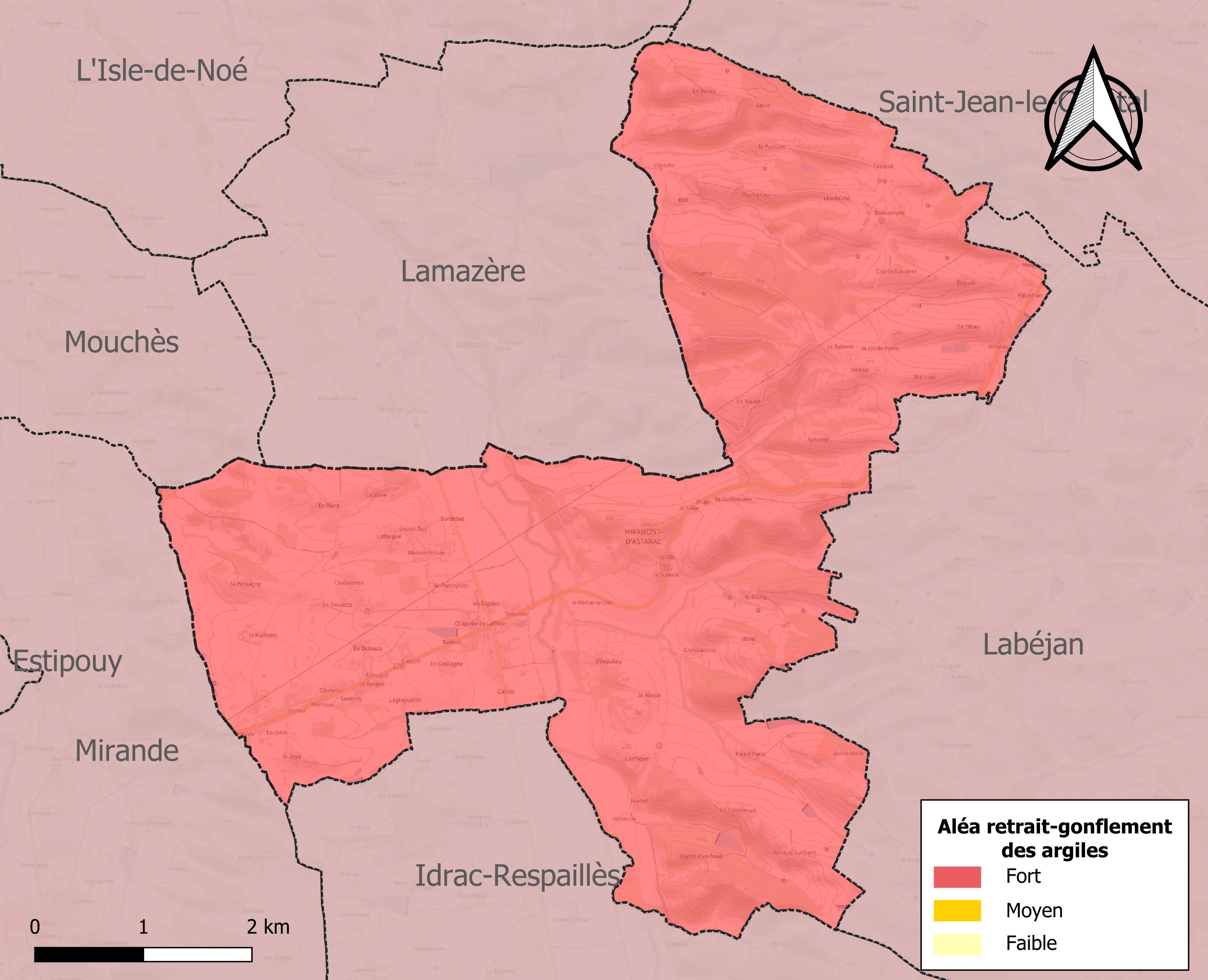
Carte des zones d'aléa retrait-gonflement des sols argileux de Miramont-d'Astarac.

Le retrait-gonflement des sols argileux est susceptible d'engendrer des dommages importants aux bâtiments en cas d’alternance de périodes de sécheresse et de pluie. La totalité de la commune est en aléa moyen ou fort (94,5 % au niveau départemental et 48,5 % au niveau national). Sur les 185 bâtiments dénombrés sur la commune en 2019, 185 sont en aléa moyen ou fort, soit 100 %, à comparer aux 93 % au niveau départemental et 54 % au niveau national. Une cartographie de l'exposition du territoire national au retrait gonflement des sols argileux est disponible sur le site du BRGM,.
Par ailleurs, afin de mieux appréhender le risque d’affaissement de terrain, l'inventaire national des cavités souterraines permet de localiser celles situées sur la commune.
La commune a été reconnue en état de catastrophe naturelle au titre des dommages causés par les inondations et coulées de boue survenues en 1999, 2009 et 2015. Concernant les mouvements de terrains, la commune a été reconnue en état de catastrophe naturelle au titre des dommages causés par la sécheresse en 1989, 1991, 1993, 2011, 2012 et 2016 et par des mouvements de terrain en 1999.

## Politique et administration

### Liste des maires

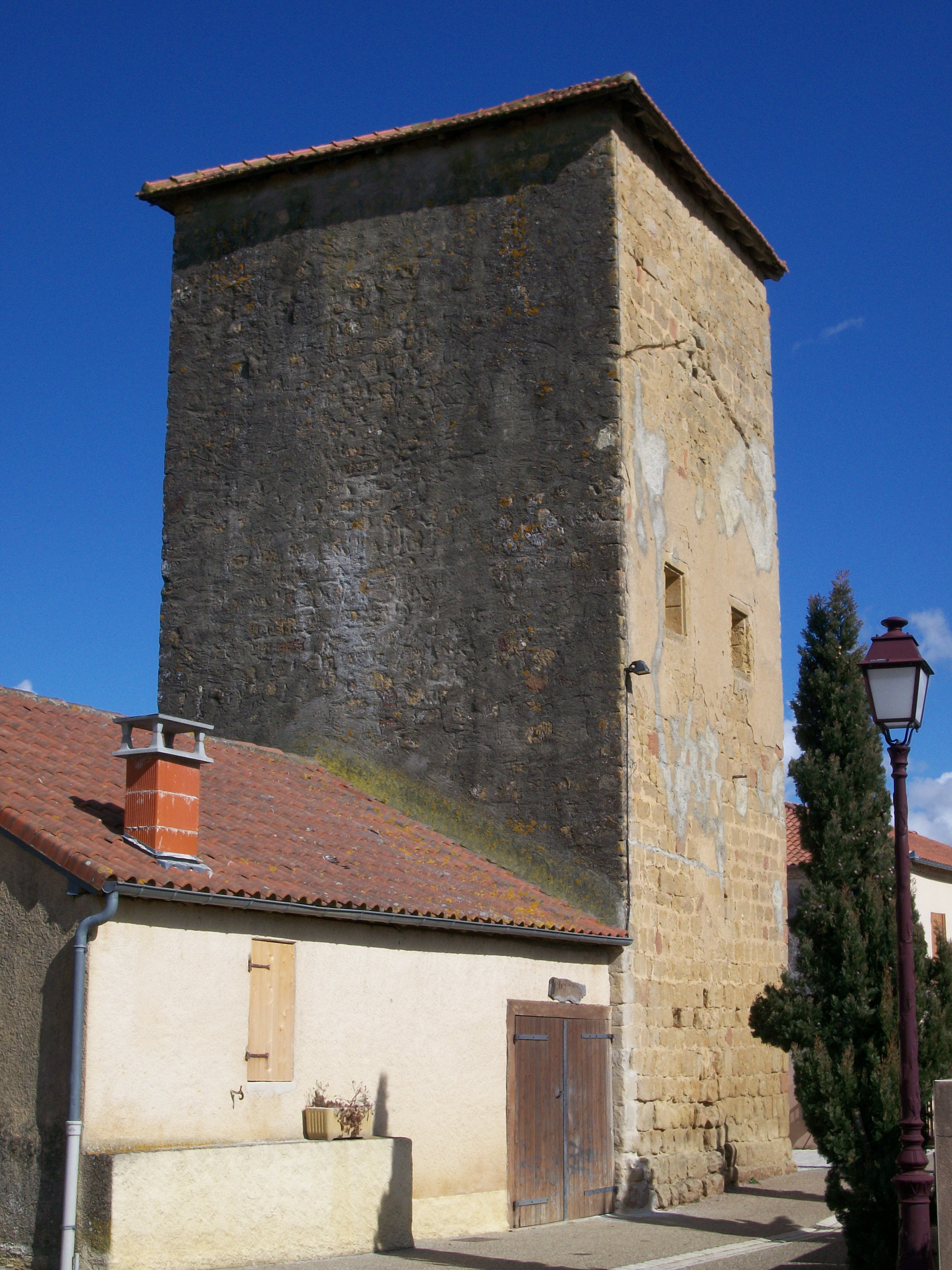
Tour.

| Période   | Période  | Identité                                  | Étiquette | Qualité  |
| --------- | -------- | ----------------------------------------- | --------- | -------- |
| 1789      | 1792     | François Berger                           |           |          |
| 1792      | 1801     | Louis Tarrieux                            |           |          |
| 1792      | 1793     | Jean Dominique Tournous                   |           |          |
| 1793      | 1796     | Blaise Dardaignon                         |           |          |
| 1796      | 1801     | Dominique Bonne                           |           |          |
| 1801      | 1803     | Joseph Lasmezas                           |           |          |
| 1801      | 1815     | Pierre Paris                              |           |          |
| 1801      | 1808     | Joseph Sorbets                            |           |          |
| 1803      | 1815     | Blaise Ainé Trouette                      |           |          |
| 1808      | 1811     | Joseph Sagazan                            |           |          |
| 1811      | 1816     | Augustin Paris                            |           |          |
| 1815      | 1828     | Antoine Ainé Trouette                     |           |          |
| 1815      | 1828     | Pierre Jean François Sainte Christie (de) |           |          |
| 1816      | 1818     | François Seillan                          |           |          |
| 1818      | 1821     | Bertrand Lacassin                         |           |          |
| 1821      | 1830     | Bertrand Doumic                           |           |          |
| 1830      | 1831     | Sainte Christie (de)                      |           |          |
| 1831      | 1835     | Pierre Paris                              |           |          |
| 1835      | 1841     | Bertrand Lacassin                         |           |          |
| 1841      | 1846     | Blaise Trouette                           |           |          |
| 1846      | 1848     | Clair Doumic                              |           |          |
| 1848      | 1848     | Adrien Paris Bordeneuve                   |           |          |
| 1849      | 1859     | Clair Doumic                              |           |          |
| 1859      | 1870     | Bernard Paris                             |           |          |
| 1870      | 1871     | Auguste Paris                             |           |          |
| 1871      | 1878     | Anaclet Verdier                           |           |          |
| 1878      | 1881     | Joseph Baron                              |           |          |
| 1881      | 1882     | Auguste Paris                             |           |          |
| 1882      | 1883     | Pierre François Castelbajac (de)          |           |          |
| 1883      | 1888     | Anaclet Verdier                           |           |          |
| 1888      | 1912     | Henry Castelbajac (de)                    |           |          |
| 1912      | 1914     | Clément Debats                            |           |          |
| 1914      | 1918     | Bernard Soton                             |           |          |
| 1918      | 1941     | Clément Debats                            |           |          |
| 1941      | 1944     | Godefroy Lamarque                         |           |          |
| 1944      | 1945     | Emile Ader                                |           |          |
| 1945      | 1947     | Godefrroy Lamarque                        |           |          |
| 1947      | 1965     | Edouard Lasportes                         |           |          |
| 1965      | 2001     | Maurice Garros                            | PS        |          |
| mars 2001 | 2008     | Marie-Rose Dalle-Carbonare                |           |          |
| 2008      | En cours | Christian Falceto                         | DVG       | Retraité |

## Population et société

### Démographie
| 1793 | 1800 | 1806 | 1821 | 1831 | 1841 | 1846 | 1851 | 1856 |
| ---- | ---- | ---- | ---- | ---- | ---- | ---- | ---- | ---- |
| 422  | 312  | 330  | 325  | 585  | 662  | 592  | 588  | 582  |

| 1861 | 1866 | 1872 | 1876 | 1881 | 1886 | 1891 | 1896 | 1901 |
| ---- | ---- | ---- | ---- | ---- | ---- | ---- | ---- | ---- |
| 586  | 584  | 567  | 531  | 532  | 490  | 478  | 419  | 392  |

| 1906 | 1911 | 1921 | 1926 | 1931 | 1936 | 1946 | 1954 | 1962 |
| ---- | ---- | ---- | ---- | ---- | ---- | ---- | ---- | ---- |
| 361  | 369  | 341  | 330  | 322  | 311  | 292  | 279  | 282  |

| 1968 | 1975 | 1982 | 1990 | 1999 | 2006 | 2011 | 2016 | 2021 |
| ---- | ---- | ---- | ---- | ---- | ---- | ---- | ---- | ---- |
| 265  | 223  | 253  | 314  | 344  | 361  | 357  | 350  | 349  |

| 2022 | - | - | - | - | - | - | - | - |
| ---- | - | - | - | - | - | - | - | - |
| 351  | - | - | - | - | - | - | - | - |

## Économie

### Revenus
En 2018  (données Insee publiées en septembre 2021), la commune compte 147 ménages fiscaux, regroupant 359 personnes. La médiane du revenu disponible par unité de consommation est de 21 020 € (20 820 € dans le département).

### Emploi
|                | 2008  | 2013  | 2018  |
| -------------- | ----- | ----- | ----- |
| Commune        | 7,7 % | 4 %   | 7,1 % |
| Département    | 6,1 % | 7,5 % | 8,2 % |
| France entière | 8,3 % | 10 %  | 10 %  |

En 2018, la population âgée de 15 à 64 ans s'élève à 220 personnes, parmi lesquelles on compte 73,7 % d'actifs (66,6 % ayant un emploi et 7,1 % de chômeurs) et 26,3 % d'inactifs,. En  2018, le taux de chômage communal (au sens du recensement) des 15-64 ans est inférieur à celui de la France et département, alors qu'en 2008 il était supérieur à celui du département et inférieur à celui de la France.
La commune fait partie de la couronne de l'aire d'attraction d'Auch, du fait qu'au moins 15 % des actifs travaillent dans le pôle,. Elle compte 37 emplois en 2018, contre 61 en 2013 et 59 en 2008. Le nombre d'actifs ayant un emploi résidant dans la commune est de 151, soit un indicateur de concentration d'emploi de 24,2 % et un taux d'activité parmi les 15 ans ou plus de 56,2 %.
Sur ces 151 actifs de 15 ans ou plus ayant un emploi, 26 travaillent dans la commune, soit 17 % des habitants. Pour se rendre au travail, 90,7 % des habitants utilisent un véhicule personnel ou de fonction à quatre roues, 1,4 % s'y rendent en deux-roues, à vélo ou à pied et 7,9 % n'ont pas besoin de transport (travail au domicile).

### Activités hors agriculture
25 établissements sont implantés  à Miramont-d'Astarac au 31 décembre 2019. Le tableau ci-dessous en détaille le nombre par secteur d'activité et compare les ratios avec ceux du département,.
Le secteur du commerce de gros et de détail, des transports, de l'hébergement et de la restauration est prépondérant sur la commune puisqu'il représente 28 % du nombre total d'établissements de la commune (7 sur les 25 entreprises implantées  à Miramont-d'Astarac), contre 27,7 % au niveau départemental.

### Agriculture
La commune est dans le « Haut-Armagnac », une petite région agricole occupant le centre du département du Gers. En 2020, l'orientation technico-économique de l'agriculture  sur la commune est la polyculture et/ou le polyélevage.
|               | 1988  | 2000 | 2010  | 2020 |
| ------------- | ----- | ---- | ----- | ---- |
| Exploitations | 31    | 21   | 27    | 13   |
| SAU (ha)      | 1 121 | 758  | 1 143 | 949  |

Le nombre d'exploitations agricoles en activité et ayant leur siège dans la commune est passé de 31 lors du recensement agricole de 1988  à 21 en 2000 puis à 27 en 2010 et enfin à 13 en 2020, soit une baisse de 58 % en 32 ans. Le même mouvement est observé à l'échelle du département qui a perdu pendant cette période 51 % de ses exploitations,. La surface agricole utilisée sur la commune a également diminué, passant de 1 121 ha en 1988 à 949 ha en 2020. Parallèlement la surface agricole utilisée moyenne par exploitation a augmenté, passant de 36 à 73 ha.

## Culture locale et patrimoine

### Lieux et monuments

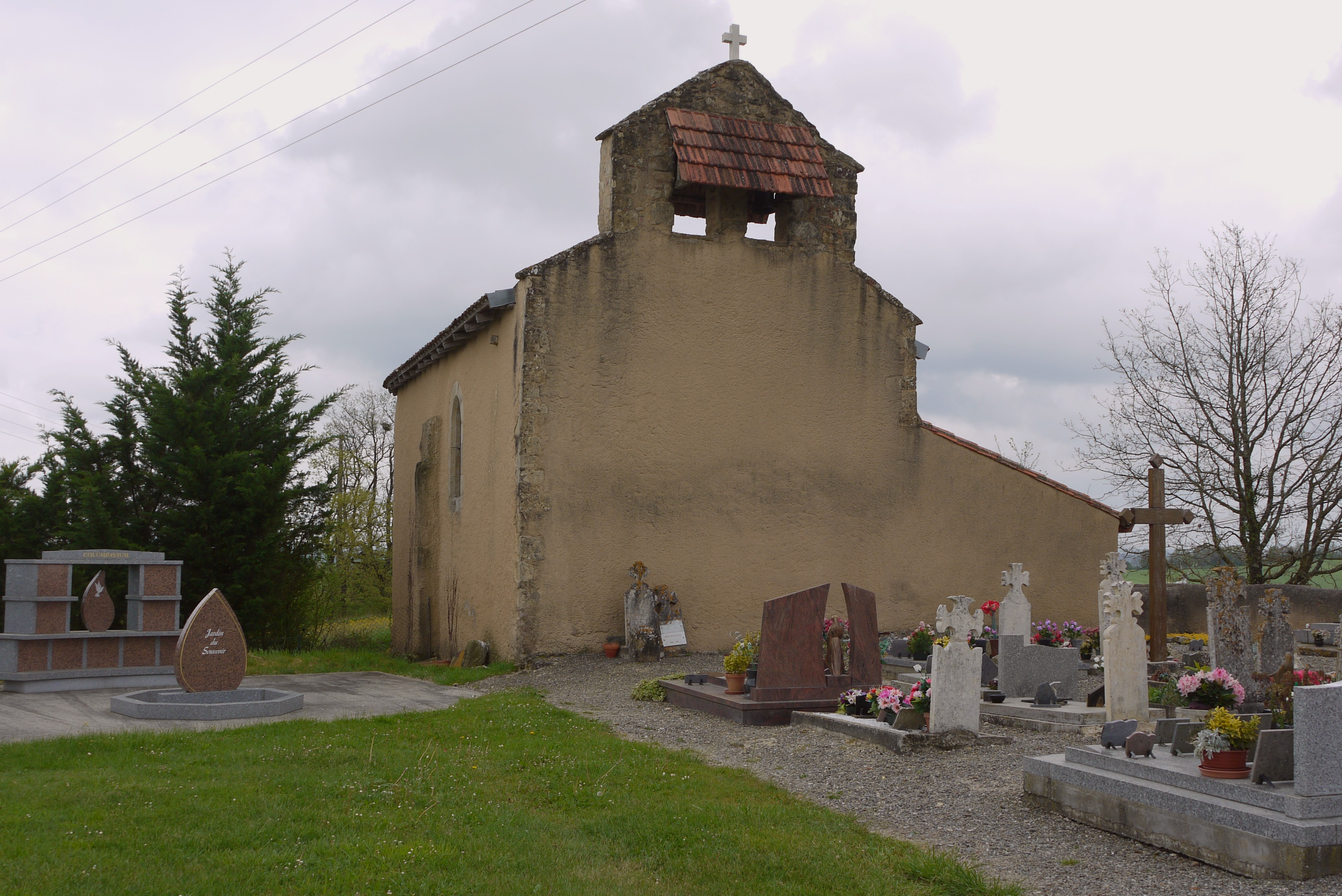
La chapelle Saint-Michel-de-Vicnau

- Visible depuis la RN 21, une tour médiévale (XIVe siècle) ayant appartenu aux comtes d'Astarac surplombe la cour de l'école et le village. La tour succède à une occupation seigneuriale antérieure marquée par la présence d'une motte castrale à 250 m à l'ouest[30] ;
- L'église paroissiale Saint-Gilles de Miramont-d'Astarac est située en contrebas ;
- Le château de Beaulieu (XVIIe siècle) est devenu un gîte. Corps de bâtiment rectangulaire flanqué de deux tours de plan carré ;
- La motte castrale d'Espic, de plan ovale (12 m sur 30 m), proche de la chapelle de Vicnau.
- Le château de Villeneuve. Figuré sur la carte de Cassini et sur le cadastre de 1823[31], le château s'élevait non loin d'un passage sur la Petite-Baïse. Il se composait de bâtiments formant cour et prolongés par une vaste plate-forme fossoyée. Encore visible sur la carte IGN de 1950[32], le château a aujourd'hui disparu en élévation.
- La chapelle Saint-Jean-Baptiste-de-Laffitte, construite aux XVIIe et XVIIIe siècles, était l'église paroissiale d'un village disparu ;
- La chapelle Saint-Michel-de-Vicnau est aussi une ancienne église paroissiale de style roman, construite sur une motte castrale.

### Personnalités liées à la commune
- Marie Auguste Paris, né à Miramont-d'Astarac, général de la Révolution française et de l'Empire.